# Bárbara Seixas
Bárbara Seixas de Freitas (Rio de Janeiro, 3 de agosto de 1987) é uma jogadora de voleibol de praia brasileira, campeã mundial e do Circuito Mundial em 2015 e medalhista olímpica em 2016.

## Carreira
Formou dupla com Carolina Solberg entre 2003 e 2004 e foram duas vezes vice-campeãs mundiais na categoria infanto-juvenil. Na temporada 2005-2006, fez dupla com Carolina Aragão e em 2005 conquistaram o título mundial na categoria sub-18. No ano seguinte, venceram o Campeonato Mundial na categoria sub-20. Em 2007, disputou o mesmo mundial com a parceira Lili.
Em 2009 formou parceria com Neide, vencendo o Mundial Satélite e o Mundial Challenger, ficando ainda no décimo sétimo lugar no Aberto de Haia. Ainda em 2009, formou dupla apenas para a competição dos I Jogos Sul-Americanos de Praia, em Punta del Este, conquistando o bronze ao lado da Fabi, vencendo as anfitriãs Karina Cardozo e Nani por 2 sets a 0 (21/13 e 21/11). Em 2011, formando dupla com Elize Maia, ficou novamente com o bronze nos II Jogos Sul-Americanos de Praia, em Manta, ao derrotarem as uruguaias Lucia Guigou e Fabiana Gomez por 2 a 1 (16/21, 21/11 e 15/8).
Na jornada de 2012 muda de parceira e joga ao lado da Ágatha Bednarczuk conquistando neste ano o título da etapa do Chile do Circuito Sul-Americano 2011-12na cidade de Viña del Mar, disputou nove etapas do Circuito Mundial de 2012, obtendo a quadragésima primeira colocação no Aberto de Brasília, a vigésima quinta colocação no Aberto de Sanya, o nono lugar no Grand Slam de Stare Jablonki e no Aberto de Aland, quinto lugar no Grand Slam de Berlim e no Aberto de Bangsaen, Tailândia, conquistou o bronze. Além disso, obteve a terceira posição na etapa Challenger de Aracaju do Circuito Banco do Brasil de 2012 e vice-campeonato na etapa do Recife deste circuito; obtendo no período 2012-13 os títulos nas etapas de João Pessoa, Maceió e Brasília e os vice-campeonatos nas etapas de Cuiabá e Belo Horizonte, faturando o título geral do Circuito Nacional Banco do Brasil 2012-13.
Na temporada de 2013 volta a formar dupla com Lili, terminando na quinta colocação tanto no Aberto da China, como no Grand Slam de Xangai. Ainda nesta temporada, terminou em nono lugar no Grand Slam de Corrientes e no Grand Slam de Haia, em preparação para o Mundial da Polônia.No Mundial, ao lado de Lili, foram as únicas representantes brasileiras a avançar para a segunda fase. Nas oitavas de final, chegaram com a campanha de quatro vitórias sem perder nenhum set. Tiveram de encarar a dupla holandesa Sanne Keizer e Marleen Van Iersel e as venceram por 2 a 1 (21/14, 18/21 e 15/12), com grande atuação de Bárbara que fez 18 pontos, sendo 16 de ataque e 2 de saque, conseguindo ainda realizar 8 defesas. Nas quartas de final enfrentaram as italianas Greta Cicolari e Marta Menegatti e as venceram por 2 a 1 (20/22, 21/15 e 15/13). Repetindo boa atuação, Bárbara fez 17 pontos de ataque e 1 de saque, também contribuindo com 11 defesas, avançando assim para a semifinal. Na semi, encararam a dupla chinesa Xue Chen e Zhang Xi e perderam por 2 a 0 (21/11 e 21/17), não conseguindo superar o bom saque empregado pelas adversárias. Na disputa da medalha de bronze, venceram as americanas April Ross e Whitney Pavlik por 2 a 0 (21/18 e 21/15).
Após o Mundial de 2013, formou dupla com Lili, na época por opção do então técnico Marcos Miranda, da Seleção Brasileira de Vôlei de Praia e disputaram o Grand Slam de Gstaad, derrotando na semifinal a dupla alemã Laura Ludwig e Kira Walkenhorst por 2 a 0(21/18 e 21/15). Pela primeira vez, chega a final de uma etapa do Circuito Mundial, enfrentando as chinesas campeãs mundiais Xue Chen e Zhang Xi, novamente, a exemplo do mundial, não conseguiram vencê-las, perdendo por 2 a 0(21/16 e 21/14); contudo, após a inédita medalha de prata, permaneceu na segunda posição do ranking mundial.
Voltou a formar dupla com Ágatha Bednarczuk no período seguinte conquistando os títulos válidos pelo Circuito Banco do Brasil 2013-14 das etapas do Guarujá, São Luís e João Pessoa sendo vice-campeã das etapas de São José e Maceió e terceira colocada nas etapas de Vitória, Rio de Janeiro e Natal, conquistas que rendeu-lhes o bicampeonato geral do Circuito Nacional Banco do Brasil, sendo premiada como a atleta com Melhor Recepção de 2013-14.
Novamente ao lado de Bárbara disputou em 2014 etapas do Circuito Mundial, alcançando a vigésima quinta posição no Grand Slam de São Paulo, o nono lugar no Aberto de Fuzhou, o mesmo ocorrido no Grand Slam de Moscou; e ainda foi quinta colocada nos Grand Slam de Berlim, Stavanger, Gstaad, Haia e Stare Jablonki, as medalhas de bronze no Grand Slam de Klagenfurt e Xangai, além disso obteve a prata no Grand Slam de Long Beach e o ouro no Aberto de Puerto Vallarta. Pelo Circuito Brasileiro obteve o vice-campeonato nas etapas de Campinas e Vitória, a terceira colocação nas etapas de Porto Alegre, São José e João Pessoa e a quarta colocação na etapa de Niterói, juntas disputaram a primeira edição do Super Praia A 2014 e finalizaram na quinta colocação.
Em 2015 obteve de forma invicta inédita medalha de ouro na edição do Campeonato Mundial de Vôlei de Praia em Haia, na Holanda, e meses depois desta conquista foram medalhista de bronze no World Tour Finals no mesmo ano, e obtém o título da temporada 2015 do Circuito Mundial, sendo premiada juntamente com Bárbara Seixas como a Melhor Dupla do ano pela FIVB e foram convocadas para Seleção Brasileira de Vôlei de Praia para disputar os Jogos Olímpicos de 2016 no Rio de Janeiro.
Na temporada de 2016 continua competindo ao lado de Ágatha Bednarczuk conquistou o título na etapa de João Pessoa e conquistaram o bicampeonato do Super Praia A na cidade de João Pessoa.

### Olimpíada 2016
Ágata e Bárbara obtiveram a medalha de prata nos Jogos Olímpicos de 2016 ao serem derrotadas na partida final pela dupla alemã Laura Ludwig e Kira Walkenhorst.

## Vida pessoal
Bárbara é casada com o treinador de voleibol de praia Ricardo Freitas.

## Títulos e resultados
- Elite 16 de Doha do Circuito Mundial de Vôlei de Praia de 2024
- Etapa do Major Series de Viena de 2018
- Etapa do Aberto de Huntington Beach de 2018
- Etapa do Major Series de Fort Lauderdale de 2018
- Etapa do Aberto de Xiamen de 2017
- Jogos Olímpicos de Verão Rio 2016
- Etapa do Major Series de Hamburgo de 2016
- Etapa do Aberto de Maceió de 2016

## Premiações individuais
- Melhor Recepção do Circuito Brasileiro Banco do Brasil de 2013-14[8]
- Melhor Recepção do Circuito Brasileiro Banco do Brasil de 2012-13[8]
- Revelação do Campeonato Mundial de Voleibol de Praia de 2012[28]
- Revelação do Circuito Brasileiro Banco do Brasil de 2008[28]